# Ponte Alta do Bom Jesus
Ponte Alta do Bom Jesus är en kommun i Brasilien.   Den ligger i delstaten Tocantins, i den centrala delen av landet, 400 km norr om huvudstaden Brasília. Antalet invånare är 4 548.
Omgivningarna runt Ponte Alta do Bom Jesus är huvudsakligen savann. Runt Ponte Alta do Bom Jesus är det mycket glesbefolkat, med 2 invånare per kvadratkilometer.